# Dormagen
Dormagen è una città di 64 553 abitanti della Renania Settentrionale-Vestfalia, in Germania.
Appartiene al distretto governativo (Regierungsbezirk) di Düsseldorf ed al circondario (Kreis) del Reno-Neuss (targa NE).
Dormagen si fregia del titolo di Grande città di circondario (Große kreisangehörige Stadt).

## Cultura

### Media
Nel comune di Dormagen, segnatamente nella frazione di Zons, è stata girata la serie di RTL Television con protagonista Daniel Donsoy Sankt Maik.

## Geografia antropica

### Frazioni
Dormagen è suddivisa nelle seguenti frazioni (Stadtteile):
Delhoven, Delrath, Mitte, Gohr und Broich, Hackenbroich und Hackhausen, Horrem, Nievenheim, Ückerath, Rheinfeld, Straberg und Knechsteden, Stürzelberg und Sankt Peter, Zons.

## Amministrazione

### Gemellaggi
- Saint-André-lez-Lille, dal 1973
- Toro, dal 1994
- Kiryat Ono, dal 1995